# إسواتيني في الألعاب الأولمبية
إسواتيني في الألعاب الأولمبية  تقوم اللجنة الأولمبية الكومنولثية السوزايلاندية بالإشراف في شؤون مشاركة إسواتيني في الألعاب الأولمبية، شاركت إسواتيني أول مرة في الألعاب الأولمبية في دورة 1972 في ميونخ في ألمانيا الغربية، لم تفز إسواتيني حتى الآن بأي ميدالية أولمبية.